# اليوم الذي صرت فيه إلها
اليوم الذي صرت فيه إلهاً (بالإنجليزية: The Day I Became a God)‏ هو مسلسل أنمي ياباني من إنتاج P.A.Works وأنيبلكس عرض في أكتوبر حتى ديسمبر 2020.